# Patricio Albacete

a Compétitions nationales et continentales officielles uniquement.

b Matchs officiels uniquement.
Dernière mise à jour le 26 mai 2018.
Patricio Albacete, né le 9 février 1981 à Buenos Aires, est un joueur de rugby argentin. Il évolue au poste de deuxième ligne en équipe d'Argentine, avec laquelle il a fini troisième lors de la coupe du monde 2007 ainsi qu'au sein de l'effectif du Stade toulousain, avec qui il a été champion de France en 2008, 2011 et 2012, et champion d'Europe en 2010.

## Carrière
Il dispute son premier match avec l'équipe d'Argentine le 27 avril 2003 contre l'équipe du Paraguay, alors qu'il évolue au sein de l'équipe argentine Club Manuel Belgrano (en). Il est sélectionné chez les Pumas pour participer à la coupe du monde 2003 mais l'équipe ne passe pas la phase de poule. Cette élimination reste l'un de ses pires souvenirs.
En 2003, Patricio Albacete est repéré par des clubs français à la coupe du monde des moins de 21 ans et rejoint l'US Colomiers où il découvre le professionnalisme. Malgré un effectif de qualité, composé de joueurs tels que Jean-Philippe Grandclaude, Thierry Dusautoir, Julien Arias, Benjamin Thiéry ou encore Farid Sid, l'US Colomiers est frappée d'une double relégation financière et sportive et Patricio Albacete quitte le club après une année. Il signe en 2004 à la Section paloise, avec laquelle il arrive en finale du Challenge Européen. Alors qu'il reste un an, sans jouer de match officiel en raisons d'opérations au genou, il rejoint tout de même, en 2006, le Stade toulousain.

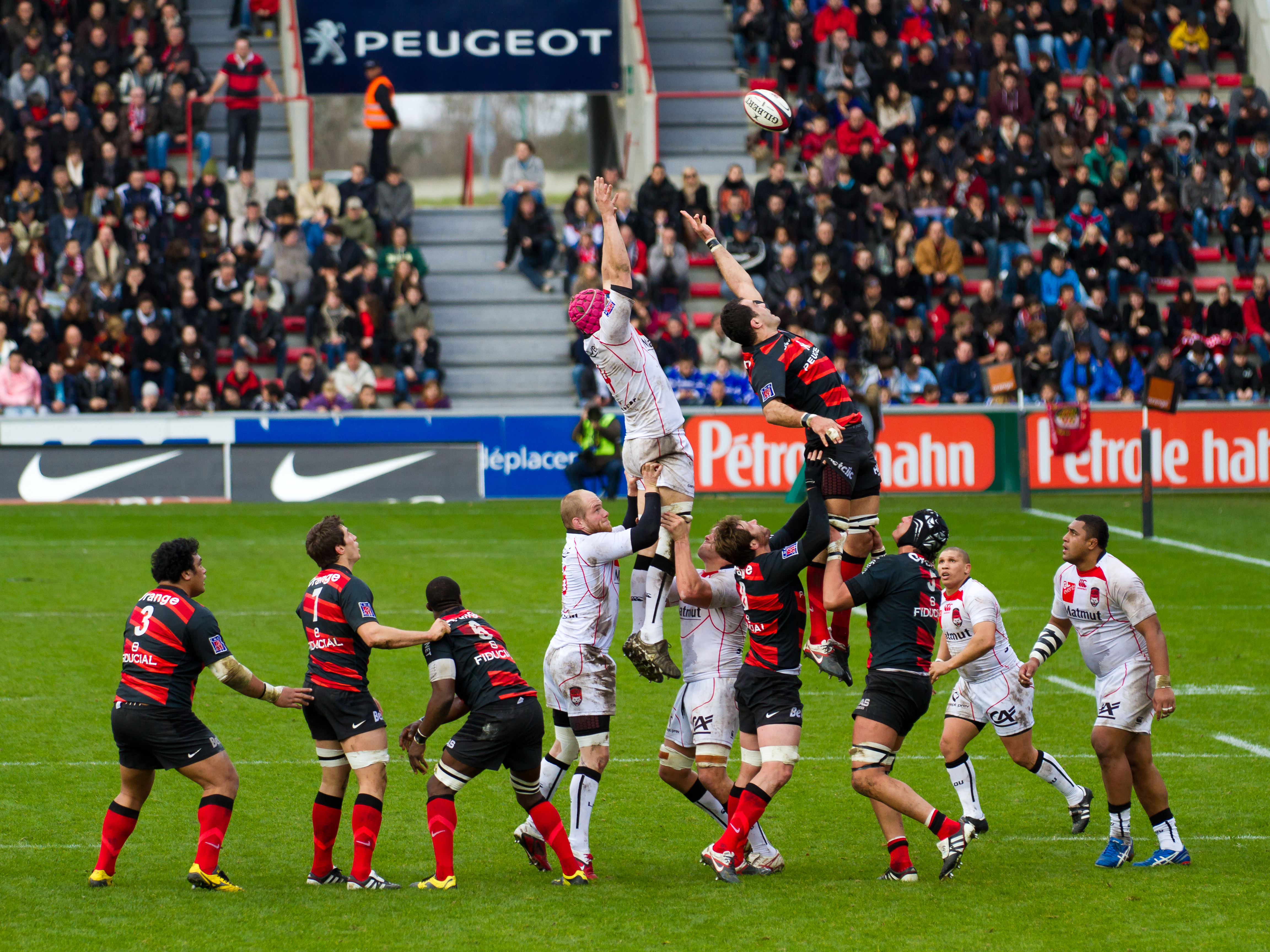
Patricio Albacete, à gauche avec son casque, et Shaun Sowerby soulèvent Grégory Lamboley en touche contre le LOU en 2012.

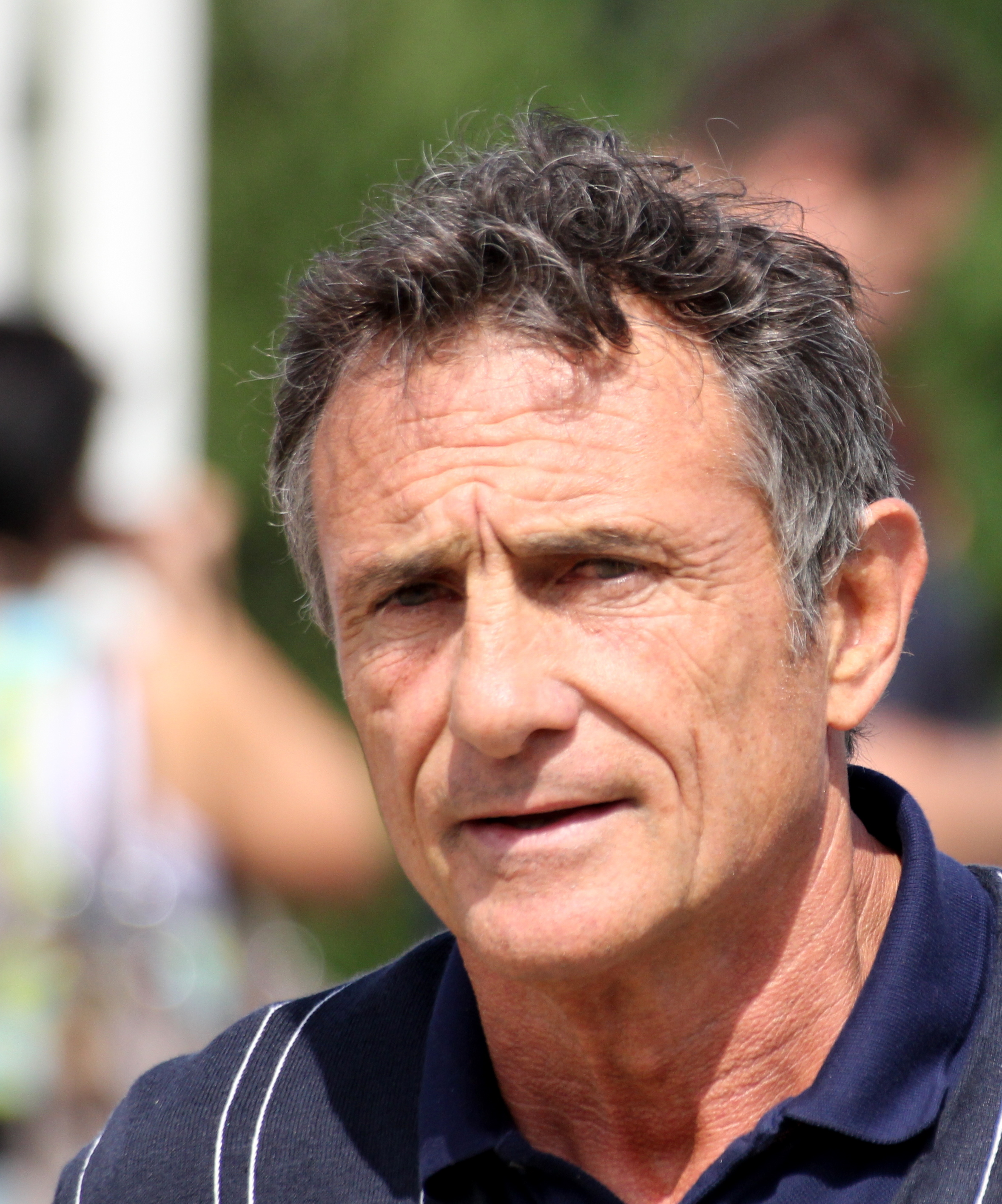
Guy Novès, ici en 2011, est le manager de Patricio Albacete au Stade toulousain de 2006 à 2015.

Il fait partie de l'équipe argentine qui bat pour la première fois l'équipe d'Angleterre chez elle, le 11 novembre 2006. Il participe à tous les matchs des Pumas lors de la coupe du monde 2007 et considère que la victoire pour la troisième place, remportée face à la France, comme l'un de ses meilleurs souvenirs.
Lors de la saison 2007-2008, il est le seul toulousain, avec Yannick Jauzion, à avoir participé à tous les matchs de coupe d'Europe. En avril 2008, il prolonge pour la première fois son contrat avec Toulouse jusqu'en juin 2011. Il est élu « joueur du mois » par les supporters du Stade le même mois.
Il est l'un des joueurs du Stade toulousain à avoir joué le plus de matchs lors de la saison 2009-2010, coupe d'Europe et top 14 confondus. Il marque d'ailleurs un essai lors du match de quart de finale de H Cup contre le Stade français et remporte la coupe d'Europe cette saison. Lors de la série de tests matchs de 2010 des Pumas, il ne participe pas au match contre l'Italie en raison d'un orteil cassé mais est sur le terrain lors du match contre le XV de France, remplaçant ainsi Manuel Carizza, blessé au bras.

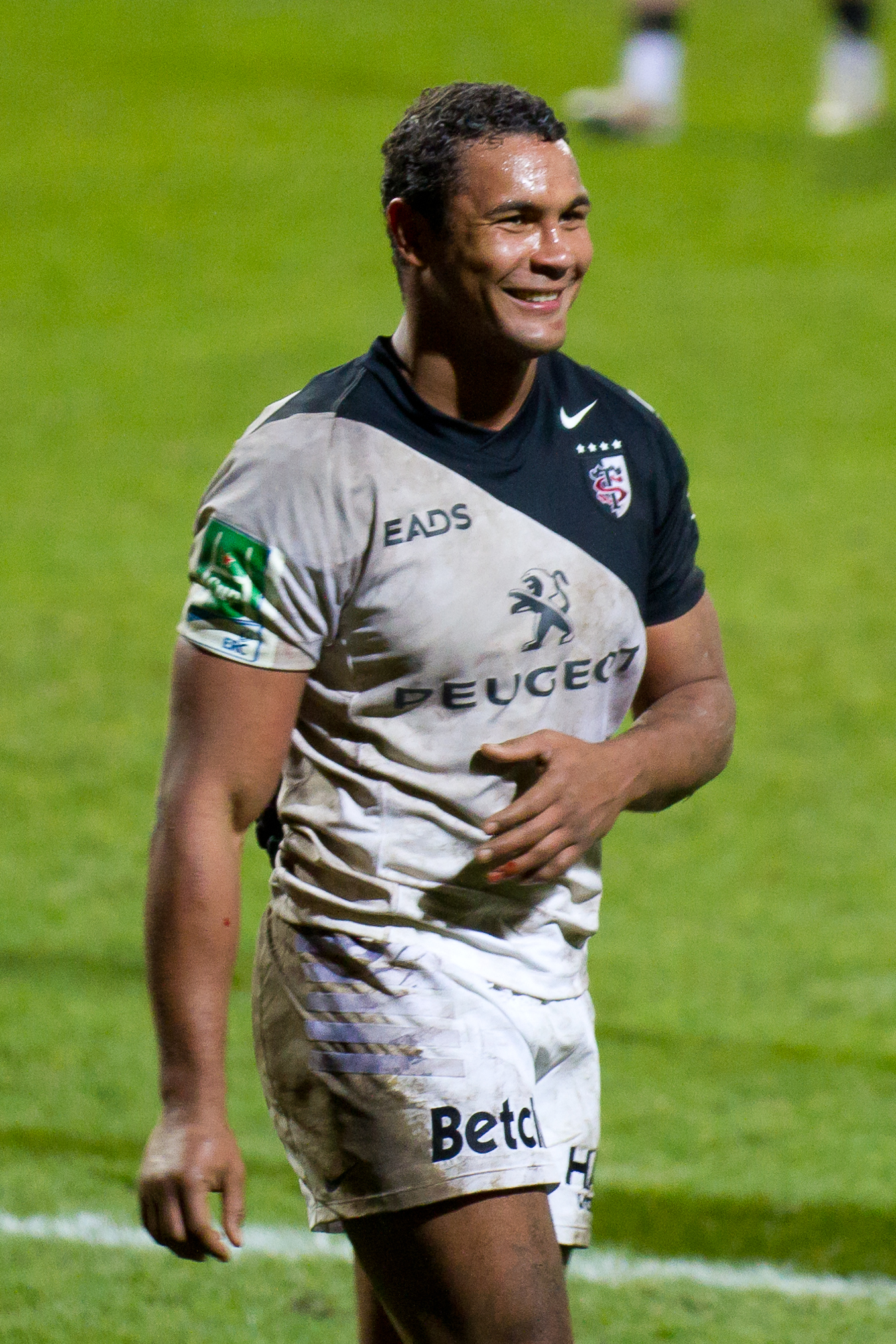
Patricio Albacete joue douze saisons aux côtés de Thierry Dusautoir.

Début 2011, des rumeurs parlent de son éventuel de départ de Toulouse pour le Racing Métro ou l'Aviron bayonnais mais il prolonge finalement son contrat pour quatre années supplémentaires. En février 2011, il est capitaine du Stade toulousain lors du match contre l'Atlantique stade rochelais. Il remporte le titre de Champion de France en 2011 et 2012 en étant titulaire lors des deux finales, associé en deuxième ligne à Romain Millo-Chluski en 2011 et à Yoann Maestri en 2012.
En 2015, il prolonge de nouveau son contrat de deux ans. En mars 2016, il est victime d'une rupture des ligaments croisés du genou. Sa saison est terminée et il ne revient sur les terrains qu'en 2017. En décembre 2016, le directeur sportif du Stade toulousain, Fabien Pelous, lui annonce que son contrat ne sera pas renouvelé en 2017.
En avril 2017, il est sélectionné par Vern Cotter pour jouer les derniers matchs de sa carrière avec les Barbarians qui affrontent l'Angleterre le 28 mai à Twickenham puis l'Ulster à Belfast le 1er juin. Titulaire lors du premier match, les Baa-Baas Britanniques s'inclinent finalement 28 à 14 face aux Anglais. De nouveau titulaire en Irlande, les Baa-Baas parviennent à s'imposer 43 à 28. Il termine ainsi sa carrière internationale avec son ami Thierry Dusautoir, recordman de capitanat en équipe de France, avec qui il a joué en 2003-2004 à l'US Colomiers et de 2006 à 2017 au Stade toulousain.
Le 16 juin 2017, le Racing 92 annonce qu'il rejoint le club à partir de la saison 2017-2018. Il ne joue que trois matchs durant la saison et décide de mettre un terme à sa carrière à l'issue de celle-ci.

## Style, récompenses et activités en dehors du rugby
Arrivé en France depuis 2003 alors qu'il ne connaissait pas la langue, Patricio Albacete prend des cours de français pendant un an et demi et s'adapte très vite car « le style de vie est aussi latin que chez [lui] » et considère désormais ce pays comme sa « deuxième maison ». Thierry Dusautoir dit d'ailleurs de lui qu'il « est l'un des rares Argentins à ne pas chambrer ». Pour Michel Mézières, journaliste à la section Midi-Pyrénées de France 3, il est devenu, après la retraite de Fabien Pelous, « le boss du cinq de devant haut-garonnais. Le modèle, le guide ».
Depuis 2009, il est chroniqueur pour le site ESPNscrum en langue espagnole.

## Palmarès

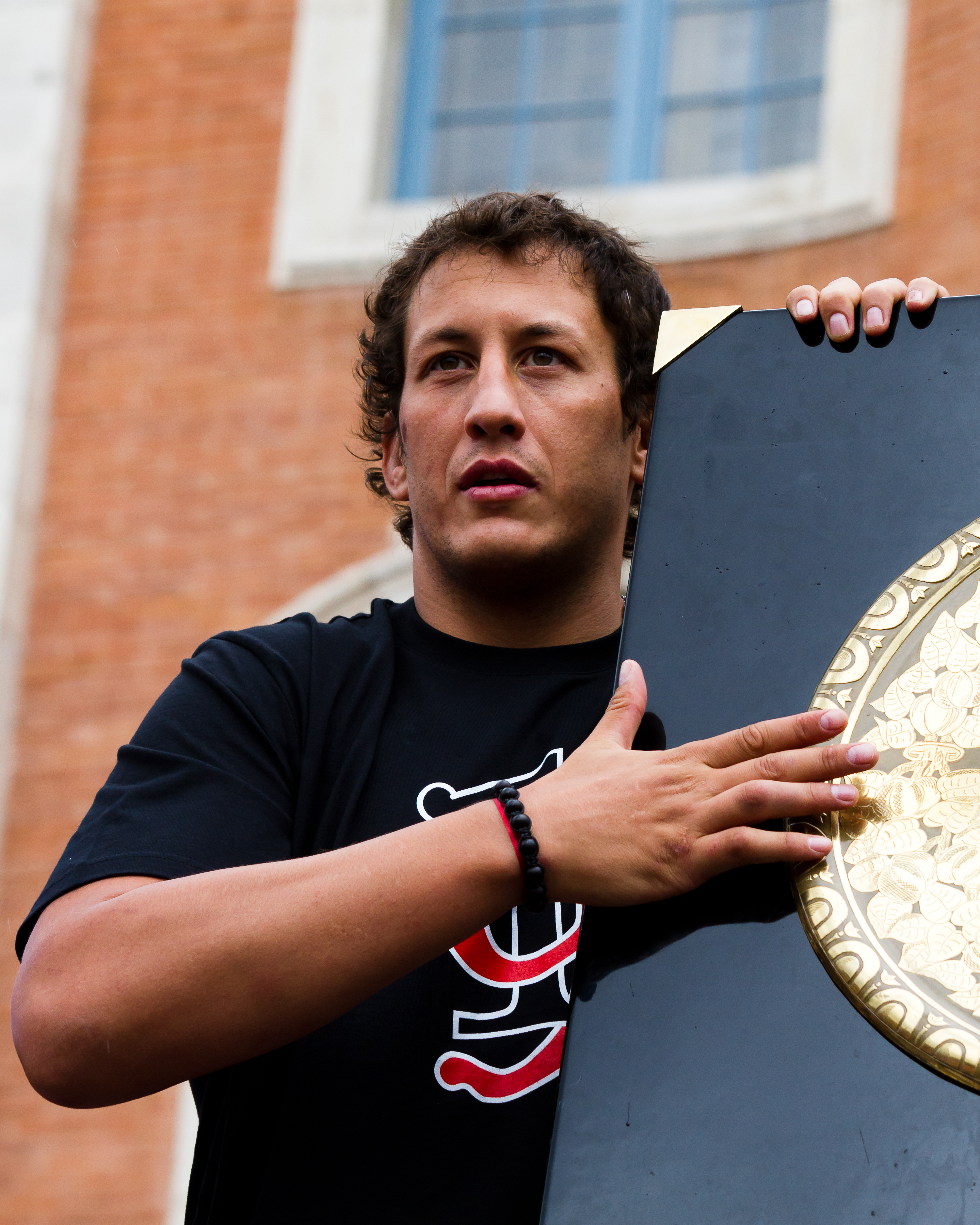
Patricio Albacete soulève le Bouclier de Brennus place du Capitole à Toulouse en 2012.

### En club
- Section paloise
  - Finaliste du Challenge européen en 2005

- Stade toulousain
  - Finaliste de la Coupe d'Europe de rugby en 2008
  - Vainqueur du Championnat de France en 2008, 2011 et 2012
  - Vainqueur de la Coupe d'Europe de rugby en 2010

### En équipe nationale
- Argentine
  - Troisième de la Coupe du monde en 2007

## Statistiques
Patricio Albacete compte 57 sélections avec l'équipe d'Argentine, entre 2003 et 2013, dont 56 en tant que titulaire. Il inscrit un essai. Il remporte 24 de ces rencontres, compte 32 défaites et un nul.
Il participe à trois éditions de la coupe du monde, en 2003 où il dispute deux rencontres, face à l'Australie et la Roumanie, en 2007, sept matchs, deux face à la France, la Géorgie, la Namibie, l'Irlande, l'Écosse et la Afrique du Sud et en 2011 où il compte cinq sélections,  face à l'Angleterre, la Roumanie, l'Écosse, la Géorgie et la Nouvelle-Zélande. Son bilan dans cette compétition est de quatorze rencontres, pour dix victoires et quatre défaites.